# 112 Piscium
112 Piscium är en misstänkt variabel i Fiskarnas stjärnbild.
Stjärnan har visuell magnitud +5,88 och varierar utan någon fastställd amplitud eller  periodicitet.